# (200334) 2000 HO11
(200334) 2000 HO11 es un asteroide perteneciente al cinturón de asteroides descubierto el 30 de abril de 2000 por el equipo del Observatorio Farpoint desde el Observatorio Farpoint, Kansas, Estados Unidos.

## Designación y nombre
Designado provisionalmente como 2000 HO11.

## Características orbitales
2000 HO11 está situado a una distancia media del Sol de 2,152 ua, pudiendo alejarse hasta 2,398 ua y acercarse hasta 1,906 ua. Su excentricidad es 0,114 y la inclinación orbital 2,799 grados. Emplea 1153,65 días en completar una órbita alrededor del Sol.

## Características físicas
La magnitud absoluta de 2000 HO11 es 17,1. Tiene 1,517 km de diámetro y su albedo se estima en 0,101. 